# Carlisle, Arkansas
Carlisle là một thành phố thuộc quận Lonoke, tiểu bang Arkansas, Hoa Kỳ. Năm 2010, dân số của thành phố này là 2214 người.

## Dân số
- Dân số năm 2000: 2304 người.
- Dân số năm 2010: 2214 người.